# Cryphiops (Bithynops) villalobosi
Cryphiops (Bithynops) villalobosi is een garnalensoort uit de familie van de Palaemonidae. De wetenschappelijke naam van de soort is voor het eerst geldig gepubliceerd in 1989 door Villalobos Hiriart, Nates Rodriguez & Cantú Diaz Barriga.